# Chroniques des ténèbres
 (avril 2024).
La mise en forme du texte ne suit pas les recommandations de Wikipédia : il faut le « wikifier ».
Les points d'amélioration suivants sont les cas les plus fréquents. Le détail des points à revoir est peut-être précisé sur la page de discussion.
- Les titres sont pré-formatés par le logiciel. Ils ne sont ni en capitales, ni en gras.
- Le texte ne doit pas être écrit en capitales (les noms de famille non plus), ni en gras, ni en italique, ni en « petit »…
- Le gras n'est utilisé que pour surligner le titre de l'article dans l'introduction, une seule fois.
- L'italique est rarement utilisé : mots en langue étrangère, titres d'œuvres, noms de bateaux, etc.
- Les citations ne sont pas en italique mais en corps de texte normal. Elles sont entourées par des guillemets français : « et ».
- Les listes à puces sont à éviter, des paragraphes rédigés étant largement préférés. Les tableaux sont à réserver à la présentation de données structurées (résultats, etc.).
- Les appels de note de bas de page (petits chiffres en exposant, introduits par l'outil «  Source ») sont à placer entre la fin de phrase et le point final[comme ça].
- Les liens internes (vers d'autres articles de Wikipédia) sont à choisir avec parcimonie. Créez des liens vers des articles approfondissant le sujet. Les termes génériques sans rapport avec le sujet sont à éviter, ainsi que les répétitions de liens vers un même terme.
- Les liens externes sont à placer uniquement dans une section « Liens externes », à la fin de l'article. Ces liens sont à choisir avec parcimonie suivant les règles définies. Si un lien sert de source à l'article, son insertion dans le texte est à faire par les notes de bas de page.
- La présentation des références doit suivre les conventions bibliographiques. Il est recommandé d'utiliser les modèles {{Ouvrage}}, {{Chapitre}}, {{Article}}, {{Lien web}} et/ou {{Bibliographie}}. Le mode d'édition visuel peut mettre en forme automatiquement les références.
- Insérer une infobox (cadre d'informations à droite) n'est pas obligatoire pour parachever la mise en page.

Pour une aide détaillée, merci de consulter Aide:Wikification.
Si vous pensez que ces points ont été résolus, vous pouvez retirer ce bandeau et améliorer la mise en forme d'un autre article.
Les Chroniques des ténèbres (parfois Monde des ténèbres 2, en anglais New World of Darkness, puis Chronicles of Darkness) est une série de jeux de rôle basés sur le même univers et permettant à chacun d'interpréter un type de personnage différent. La série est éditée par White Wolf Publishing et éditée en français par Hexagonal et depuis 2015 par le Studio Agate. Malgré de nombreuses apparences trompeuses, il n'a aucun lien avec le Monde des Ténèbres (1991). Il faut plutôt voir ce nouveau Monde des Ténèbres comme une refonte générale de l'ancienne gamme, tant au niveau du contenu du monde (ambiance, géopolitique, factions diverses) que du  système de jeu.
Mais le New World of Darkness est avant tout un livre complet permettant d'introduire le reste de la gamme.

## Histoire éditoriale
Les premières éditions des jeux du Nouveau Monde des Ténèbres abandonnent les règles de base à un livre de règles commun à tous les jeux de la gamme. Celui-ci, intitulé Le Monde des Ténèbres, reçoit un bon accueil critique et remporte le trophée "Gamers' Choice" aux Origins Award 2004. Ce livre établit les règles de base et donne le ton des jeux mettant en scène des protagonistes humains. Tandis que l'ancien cadre de jeu faisait des humains une menace négligeable pour les espèces surnaturelles, les nouvelles règles rend possible de faire des humains des adversaires coriaces pour les créatures de la nuit. Pour pouvoir jouer des entités surnaturelles (comme des Vampires ou des Mages), il faut avoir à la fois le livre de base du Monde des Ténèbres et le livre spécifique détaillant les créatures en question. De nombreux détails de l'univers, en particulier ce qui concerne son histoire, sont laissés dans le vague ou au contraire, reçoivent des explications multiples et contradictoires.
Une seconde édition des règles est publiée dans un livre d’accompagnement pour la gamme de base du Monde des Ténèbres, intitulé "The God-Machine Chronicle" et Vampire: le Requiem connaît une seconde édition non officielle avec le supplément "Blood and Smoke: The Strix Chronicle", qui contient des règles complètes pour les personnages de Vampire, y compris les règles de base qu'on ne trouvait jusqu'alors que dans le livre de base du Monde des Ténèbres.
Dans la mesure où White Wolf continue à rééditer les gammes du Monde des Ténèbres original et dans un souci de clarification, le nouveau Monde des Ténèbres est rebaptisé "Chronicles of Darkness", avec la publication d'un nouveau livre de base incluant les errata de God-Machine Chronicle. Blood and Smoke connaît quelques changements minimes et est réédité sous le titre de "Vampire: le Requiem, 2e édition". D'autres jeux qui faisaient autrefois partie du Nouveau Monde des Ténèbres commencent à connaître des secondes éditions.

### Publications

#### Le décor de base
Trois jeux principaux (avec leurs gammes respectives) constituent, avec le livre de base "Le Monde des Ténèbres", le décor du nouveau Monde des Ténèbres :
- Vampire : Le Requiem (publié en août 2004, en même temps que le livre de base du nouveau Monde des Ténèbres)
- Loup-garou : Les Déchus (publié en mars 2005)
- Mage : L'Éveil (publié en août 2005)

#### Les séries "limitées"
À côté des trois jeux principaux, plusieurs jeux à la gamme limitée sont publiés. Comme Orpheus pour le Monde des Ténèbres "classique", chacun de ces "quatrièmes jeux" dispose d'une série limitée de six livres  en moyenne, y compris le livre de base. Le premier de ces jeux est Promethean: The Created en août 2006, largement inspiré de Frankenstein et autres histoires similaires basées sur le faire de donner la vie à l'inanimé grâce à l'alchimie. Le second jeu est Changeling: The Lost, paru en août 2007. Il s'agit d'un jeu basé sur des personnages qui furent enlevés et réduits en esclavage par des Fées semblables à celles du folklore européen, qui sont parvenus à s'échapper, qui découvrent qu'ils ne sont plus tout à fait humains et qui doivent s'inventer une nouvelle vie. À cause des retours incroyablement positifs à la parution de Changeling, White Wolf Publishing continuera à publier des suppléments pour ce jeu, bien qu'il ne fasse pas partie des 3 jeux "de base". Le troisième jeu, Hunter: The Vigil, est publié en 2008 et traite des humains qui ont décidé d'affronter le surnaturel. Le quatrième jeu, Geist: The Sin-Eaters et paraît en 2009. Le jeu concerne des personnages connus sous le nom de sin-eaters ("dévoreurs de pêchés") qui, sur le point de mourir, sont liés à l'une des étranges entités appelées geists (c'est-à-dire un fantôme. Ils reviennent à la vie et sont désormais capables de voyager dans l'Au-delà.
Aucun nouveau jeu ne paraît en 2010 et en 2011, mais à la Gen Con 2011 est annoncée la parution d'une nouvelle mouture de Mummy pour août 2012. À la convention Los Angeles By Night Convention est annoncée la parution du dernier jeu en date du Monde des Ténèbres : Demon: The Descent. Puis, à la 2014 Gen Con, Onyx Path annonce que leur prochaine gamme sera Beast: The Primordial. À la Gen Con 2015, Onyx Path annonce que Deviant: The Renegades suivra.
- Promethean: The Created (paru le 11 août 2006)
- Changeling: The Lost (paru le 16 août 2007)
- Hunter: The Vigil (paru le 15 août 2008)
- Geist: The Sin-Eaters (paru le 19 août 2009)
- Mummy: The Curse (paru le 27 mars 2013)
- Demon: The Descent (publié en mai 2014)
- Beast: The Primordial (paru le 30 mars 2016)
- Deviant: The Renegades

#### Liste chronologique des publications
- World of Darkness (août 2004)
- Ghost Stories (novembre 2004)
- Antagonists (décembre 2004)
- Mysterious Places (juin 2005)
- Chicago (décembre 2005)
- Armory (janvier 2006)
- Second Sight (avril 2006)
- Shadows of the UK (juin 2006)
- Skinchangers (juillet 2006)
- Tales from the 13th Precinct (juillet 2006)
- Shadows of Mexico (octobre 2006)
- Urban Legends (avril 2007)
- Book of Spirits (mai 2007)
- Asylum (août 2007)
- Reliquary (septembre 2007)
- Changing Breeds (octobre 2007)
- Chicago Workings (PDF uniquement; janvier 2008), inspiré de Chicago
- Midnight Roads (février 2008)
- The Harvesters (PDF uniquement; février 2008) inspiré de Midnight Roads
- Innocents (avril 2008)
- The New Kid (PDF uniquement; mai 2008) inspiré de Innocents
- Dogs of War (juin 2008)
- Ruins of Ur (PDF uniquement; juillet 2008) inspiré de Dogs of War
- Slasher (2008) — initialement prévu pour "Hunter: The Vigil", transformé en un livre générique pour le nouveau Monde des Ténèbres.
- Inferno (janvier 2009)
- Armory Reloaded (avril 2009)
- Immortals (mai 2009)
- Mirrors (juillet 2010)
- Glimpses of the Unknown (juillet 2011)
- Strangeness in the Proportion (novembre 2011)
- Falling Scales (SAS; août 2012)
- The God-Machine Chronicle Anthology (avril 2013)
- The God-Machine Chronicle (août 2013)
- The Chronicles of Darkness (janvier 2016)
- Dark Eras (mai 2016)

## Description de l'univers de jeu
Le Monde des Ténèbres se veut gothique-punk.
Gothique dans le sens romanesque et fantastique du terme car toutes les histoires et rumeurs concernant des forces surnaturelles y sont fondées. Les créatures de la nuit, les vampires, les morts-vivants, les loup-garous et les sorciers existent et restent dans l'ombre depuis la nuit des temps. Gothique aussi dans l'architecture qui se veut à l'image du monde, à savoir torturée et imposante, emplie de symboles indéchiffrables pour les non-initiés.
Punk, au sens littéral du terme car c'est un monde contemporain où les valeurs se perdent, où la criminalité est galopante, où les repères sociaux sont confus et où l'écologie est à la traîne.
Mais c'est avant tout un monde où la politique est très présente, les éminences grises dirigeant dans l'ombre appartiennent souvent à des factions surnaturelles. Tout est prétexte à des luttes de pouvoirs, tant au niveau de la rue, que des gouvernements ou des corporations et ce à travers l'histoire depuis l'aube de l'humanité.

### Inspirations diverses
On peut voir dans le Monde des Ténèbres diverses sources d'inspirations cinématographiques ou littéraires, utilisables à souhait par les maîtres de jeu pour créer l'ambiance.
- Les chroniques des vampires d'Anne Rice, ouvrage fondateur du mythe moderne du vampire romantique, et notamment l'adaptation cinématographique d'Entretien avec un vampire.
- Batman, pour la représentation gothique de Gotham City.

## Système de jeu
Le système des Chroniques des Ténèbres améliore la compatibilité entre les différents jeux de la gamme; tous les personnages sont comme des humains "normaux" et ont par conséquent les mêmes traits de base. Les traits surnaturels varient toujours en fonction de l'archétype, mais leurs interactions mutuelles sont gérées par un unique mécanisme simple. Les archétypes surnaturels jouables suivent généralement des règles similaires en termes de mécanisme de jeu, en particulier :
- de 4 à 6 espèces inhérentes, auxquelles chaque personnage appartient selon les circonstances de sa transformation en un être surnaturel (cinq Clans de vampires; cinq Auspices de Loups-Garous; cinq Voies magiques; cinq Lignages prométhéens; six "Apparences" de Changelin; cinq Seuils de Sin-Eater; cinq Décrets de Momie; quatre Incarnations de Démon; cinq Familles de Bêtes).

- de 4 à 8 factions choisies, auxquelles un personnage peut appartenir en fonction de ses croyances; un personnage n'est généralement pas obligé d'appartenir à l'un de ces groupes (cinq Ligues de Vampires; cinq Tribus de Loups-Garous; cinq Ordres magiques; cinq Peaufinages prométhéens (dans la 2e édition il existe 5 peaufinages basiques et 5 peaufinages complexes) ; quatre Cours changelines; huit Archetypes de Sin-Eater; cinq Guildes de Momies; quatre Agendas de Démons; cinq Fringales bestiales).

- Un trait indiquant le niveau de pouvoir (souvent appelé "Tolérance surnaturelle"), noté de 1 à 10 (Vampires: Puissance de Sang; Loup-Garou: Désir Primitif; Mages: Gnose; Prométhéens: Azoth; Changelins: Wyrd; Sin-Eaters: Synergie (Psyché dans la première édition); Momies: Sekhem; Démons: Primum; Bêtes: Tanière). Un niveau élevé dans ce trait limite souvent la capacité du personnage à interagir avec le monde mortel. Mummy: The Curse est le seul jeu du Monde des Ténèbres dans lequel les joueurs commencent avec un score de 10 et deviennent progressivement plus faibles (ce que l'on appelle la Descente).

- Une Moralité/Intégrité, notée sur une échelle de 0 à 10 (Vampire: Humanité; Loup-garou: Harmonie; Mage: Sagesse; Prométhéen: Humanité (Pèlerinage dans la 2e édition); Changelin: Clarté; Sin-Eaters: Synergie; Momie: Mémoire; Démon: Couverture; Bête: Satiété). Tomber à 0 conduire généralement à une folie complète et à la perte de contrôle du personnage.

- Un trait d'Énergie, consistant en "points" temporaires utilisés pour alimenter les divers  pouvoirs basés sur le "niveau de pouvoir" (Vampire: Vitae; Loup-Garou: Essence; Mage: Mana; Prométhéen: Pyros; Changelin: Glamour; Sin-Eaters: Plasme; Momie: Piliers; Démon: Aether; Bête: Satiété).

- Pouvoirs appris, souvent organisés en traits notés de 1 à 5 (Vampire: Disciplines; Loup-Garou: Dons; Mage: Arcanes; Prométhéen: Transmutations; Changelin: Contrats; Sin-Eaters: Manifestations; Momie: Affinités; Démon: Encodages et Exploits; Les Exterminateurs (s'ils font partie d'une conspiration) ont accès à des pouvoirs /technologies similaires connues sous le nom de Dotations; Bêtes: Cauchemars).

Comme dans tout bon  système de jeu, les dés ont une place importante dans la gestion des évènements critiques.
En l'occurrence, des dés à 10 faces sont utilisés en groupement représentant en général l'addition d'une caractéristique et d'une compétence. Les succès se comptent en nombre de dés supérieurs ou égaux à 8.
Du point de vue des dés, le système est très proche du premier monde des ténèbres mais semble avoir gommé beaucoup de ses défauts inhérents pour en venir à un système non simplifié, mais plus fluide et intuitif.
Hors des jets de dés, White Wolf n'a pas changé sa ligne de conduite depuis le début. Leurs jeux se prévalent de l'intitulé jeu de l'art du conteur. Car dans ce système, les règles sont avant tout un moyen extrême. L'important est le dialogue, la mise en ambiance, une sorte de version améliorée, interactive, des histoires d'horreur racontées au coin du feu.

## Les jeux dans leNouveau Monde des ténèbres(2004)
Bien que le livre de base du nouveau Monde des Ténèbres se suffise à lui-même en tant que jeu, il est avant tout une passerelle vers d'autres jeux plus spécifiques.
Les jeux de cet univers sont (par ordre de création) :
- Vampire : le Requiem (2004)
- Loup-garou : les Déchus (2005)
- Mage : l'Éveil (2005)
- Promethean: the Created (2006)
- Changeling: The Lost (2007)
- Hunter : The Vigil (2008)
- Geist : The sin-eaters (2009)
- Mummy: The Curse (2013)
- Demon: The Descent (Annoncé pour fin 2013)

## Les livres d'extension duMonde des Ténèbres (2004)
- Contes d’Outre-Tombes est le premier supplément pour le nouveau Monde des Ténèbres. Il s’agit d’un recueil de 5 scénarios qui tiendront en haleine les investigateurs.
- Antagonistes met à la disposition du conteur une gamme complète d’ennemis à affronter, de mystères à élucider et de complots à déjouer ! Ce supplément propose toutefois plus qu’une simple liste d’adversaires prêts à l’emploi ou faciles à préparer. Il propose également des idées de scénarios originales et des situations à rebondissements et à surprises.
- Lieux Étranges et Mystérieux, un supplément d’ambiance pour des scénarios déstabilisants et angoissants, dédié aux environnements troublants. Il décrit 9 lieux très différents les uns et les autres, avec leur histoire, leurs personnages particuliers, etc. Ensuite, il vous propose différentes théories sur l’explication des phénomènes de ces lieux et sur leur résolution.